# پاپی پلی‌تایم
پاپی پلی‌تایم (انگلیسی: Poppy Playtime) یک بازی ویدئویی ترس و بقا است که توسط توسعه دهنده مستقل آمریکایی ماب اینترتینمنت ساخته و منتشرشده است. بازیکن در این بازی نقش یک کارمند سابق شرکت اسباب‌بازی پلی‌تایم را بازی می‌کند که ۱۰ سال پس از ناپدید شدن کارکنانش، دوباره از کارخانه اسباب‌بازی متروکه‌اش بازدید می‌کند. بازیکن در یک دیدگاه اول شخص حرکت می‌کند و باید پازل‌هایی را حل کند که برخی از آنها به ابزارکی به نام GrabPack نیاز دارند تا در عین حال از دشمنان مختلف دوری کنند.
فصل اول بازی در تاریخ ۲۰ مهر ۱۴۰۰ در استیم برای مایکروسافت ویندوز منتشر شد و بعداً در ۲۰ اسفند ۱۴۰۰ برای اندروید و آی‌اواس منتشر شد. فصل دوم در تاریخ ۱۵ اردیبهشت ۱۴۰۱ برای مایکروسافت ویندوز منتشر شد. و فصل ۳ هم ۱۴۰۲ انتشار یافت فصل ۴م در بهمن ماه ۱۴۰۳ منتشر شد.‌های بعد از فصل اول به صورت محتوای قابل دانلود منتشر خواهند شد. این بازی در اولین انتشارش نقدهای مثبتی را برای گیم‌پلی خود به دست آورد، اما فصل دوم به دلیل باگ‌های متعددش، نقدهای متفاوتی دریافت کرد. علاوه بر این، تیم توسعه‌دهنده بازی، ماب اینترتینمنت به دلیل اعلام رمز غیرمثلی محتوای درون بازی، انتقادات شدیدی دریافت کرد.

## گیم‌پلی
پاپی پلی‌تایم یک بازی ترس و بقای اول شخص است که در آن بازیکن به عنوان یک کارمند سابق شرکت پلی‌تایم بازی می‌کند که پس از دریافت نامه‌ای از کارکنان که گمان می رفت ۱۰ سال پیش ناپدید شده‌اند، به کارخانه اسباب بازی متروکه شرکت بازمی‌گردد. بازیکن متوجه می‌شود که کارخانه مملو از اسباب بازی‌هایی است که نسبت به آنها زنده و بدخواه هستند و شروع به جستجوی راهی برای فرار از محل می‌کند. نوارهای مختلف وی‌اچ‌اس را می‌توان در سرتاسر کارخانه یافت که هر کدام توضیح عمیقی از داستان ارائه می‌دهند.همانطور که گفته شده است معما های بازی از نقطه قوت های این بازی بشمار میرود.
بازی از معماهای متعددی در سراسر بازی استفاده می‌کند که بازیکن باید آنها را حل کند تا پیشرفت بیشتری داشته باشد، برخی از آنها به ابزارکی به نام GrabPack نیاز دارند، کوله پشتی‌ای که می‌تواند به دو دست قابل گسترش مجهز شود که می‌توان از آنها برای کشیدن و رسیدن به اشیا از فاصله دور استفاده کرد. ، جریان الکتریسیته را هدایت می‌کند و به درهای خاصی دسترسی پیدا می‌کند. در فصل ۲، همچنین می‌توان از آن برای چرخش در میان شکاف‌ها استفاده کرد و با دست سبزی که در طول بازی به دست می‌آید، برق را بین منابع انتقال داد.

## داستان

### فصل اول: فشار محکم
بازیکن بسته‌ای دریافت می‌کند که حاوی یک نوار وی‌اچ‌اس است، که آگهی تبلیغاتی برای عروسک نام‌آور پاپی پلی‌تایم و تورهای کارخانه را نشان می‌دهد، قبل از برش ناگهانی فیلم‌های گرافیتی پاپی، و نامه‌ای از کارکنان گمشده، و درخواست آنها. برای "پیدا کردن گل". سپس وارد کارخانه اسباب‌بازی متروکه می‌شود و پس از حل کد درب امنیتی، "GrabPack" را به دست می‌آورد که از آن برای باز کردن قفل درب لابی استفاده می‌کنند. پس از ورود به لابی، بازیکن با هاگی واگی که در مرکز اتاق به نمایش گذاشته شده است، آشنا می‌شود. هنگام تلاش برای باز کردن قفل یکی از درها در لابی، برق ناگهان قطع می شود و آنها مجبور می‌شوند برق را به اتاق برق بازگردانند.
پس از بازگشت به لابی، بازیکن متوجه می‌شود که هاگی از جایگاه خود ناپدید شده است. سپس بازیکن برای کنترل یک جرثقیل سقفی و بازیابی دست راست "GrabPack" که از آن برای باز کردن قفل دریچه‌ای استفاده می‌کند که به بخش "یک دوست پیدا کن" منتهی می‌شود، برق را به یک صفحه کنترل بازیابی می‌کند. جایی که بازیکن برق را به ماشین آلات باز می‌گرداند و یک اسباب بازی تولید می‌کند. سپس اسباب‌بازی را در یک اسکنر قرار می‌دهد و دری را به یک راهرو باز می‌کنند که پس از ورود بازیکن، ناگهان هاگی از آنجا ظاهر می‌شود و بازیکن را از طریق دریچه‌ها تعقیب می‌کند. پس از رسیدن به بن بست، بازیکن جعبه‌ای را پایین می‌کشد و باعث می‌شود هاگی به ته کارخانه بیفتد و کشته شود. سپس به سمت دری که نقاشی یک گل خشخاش(پاپی) را دارد می‌رود و در را به سمت یک راهرو باز می‌کند و به اتاقی منتهی می‌شود که پاپی را در جعبه‌ای که بازیکن باز می‌کند پیدا می‌کند و پاپی را آزاد می‌کند.

### فصل دوم: پشه‌ای در تار
پس از آزاد کردن پاپی از قفس، بازیکن در سالن‌های پشتی کارخانه کاوش می‌کند و در نهایت دفتر الیوت لادویگ، موسس پلی‌تایم را پیدا می‌کند. پس از ورود به دریچه‌های مطب، با پاپی روبرو می‌شود که از او برای آزاد کردنش تشکر می‌کند و با دادن کد فعال کردن قطار کارخانه به او کمک می‌کند تا از کارخانه فرار کند. با این حال، شخصی پاپی را می‌گیرد و به عمق کارخانه می‌کشاند. هنگامی که بازیکن به ایستگاه بازی که قطار در آن قرار دارد نزدیک می‌شود، با مامان لنگ دراز روبرو می‌شود که پاپی را گروگان نگه می‌دارد و دست قرمز را از "GrabPack" بازیکن می‌گیرد. او بازیکن را برای برنده شدن در سه بازی در ایستگاه بازی به چالش می‌کشد و در ازای آن کد قطار را به بازیکن می‌دهد و تهدید می‌کند که در صورت سرپیچی از قوانین، او را خواهد کشت. بازیکن با طی کردن مسیر خود در کارخانه، دست سبز را برای "GrabPack" می‌سازد و سپس سه بازی را ادامه می‌دهد.
بازیکن می‌تواند قبل از فرار در بازی سوم، دو قسمت از کد را بدست آورد و در داخل تونل‌های زیر کارخانه فرار کند. مامان لنگ دراز خشمگین، او را متهم به تقلب می‌کند و او را از طریق تونل‌ها تعقیب می‌کند و به کارخانه باز می‌گردد تا زمانی که در دندان های یک آسیاب صنعتی گیر می‌کند و او را له می‌کند. یک دست سوزنی که با نام "نمونۀ 1006" یا "نمونۀ اولیه" شناخته میشود بلند می‌شود تا بدن له شده او را ببرد. بازیکن با قسمت سوم کد، پاپی را در یک تار عنکبوت به دام افتاده می‌یابد. پس از آزاد کردن او، بازیکن برای فرار سوار قطار می‌شود. با این حال، پاپی مسیر قطار را به سمت زیرزمین تغییر می‌دهد و می‌گوید که به دلیل اتفاقاتی که در داخل کارخانه رخ داده است، هنوز نمی‌تواند اجازه دهد بازیکن آنجا را ترک کند، و ادعا می‌کند که می‌داند بازیکن می‌تواند هر چیزی را که بعدا اتفاق بیفتد تحمل کند. قطار از کنترل خارج می‌شود و نزدیک تابلویی که به "Playcare" اشاره می‌کند از ریل خارج می‌شود.

### فصل سوم: خواب عمیق
پس از اتفاقات فصل دوم، زمانی که شخصیت اصلی بیدار میشود، متوجه میشود که توسط یک عروسک گربه مانند به نام کت نپ که بخشی از عروسک های"موجودات خندان" گرفتار شده که او را به محل دفع زباله پرتاب میکند. بعد از فرار از محل دفع زباله، تلفنی زنگ میزند. زمانی که شخصیت اصلی تلفن را برمیدارد با صدای کودکی که  خود را اُلی خطاب میکند مواجه میشود؛ او به شخصیت اصلی میگوید که میخواهد کمکش کند. بعد شنیدن حرف های اُلی، شخصیت اصلی سوار تله کابینی میشود که به "Playcare" منتهی میشود؛ در همین حین الیوت لادویگ آن را به عنوان یتیم خانه ای معرفی میکند که حاوی مدرسه و زمین بازی است. دوباره اُلی زنگ میزند و به ما کلید منطقۀ تولید گاز را میدهد و به ما میگوید که باید که دود قرمز(گاز خواب آوری که کت نپ تولید میکند)، را از سمت چپ به سمت راست ببریم و برای این کار باید کنسول را فعال کنیم. قبل از آن شخصیت اصلی "GrabPack 2.0" را بدست می آورد که با آن میتوان دست های سبز و بنفش را به راحتی عوض کرد. پس از فعال سازی کنسول، برق "Playcare" قطع می شود و اُلی به شخصیت اصلی زنگ میزند و میگوید که باید ژنراتور های پشتیبان را فعال کند و او را به "HomeSweetHome"(مکانی که بچه های یتیم خانه در آن میخوابیدند) راهنمایی میکند.
زمانی که او وارد "HomeSweetHome" میشود، با اتاقی مواجه میشود که پر از دود قرمز است؛ او ناچار وارد آن اتاق شده،به خواب رفته و کابوس میبیند. در آخر کابوس خود نسخۀ کابوس واری از هاگی واگی به سراغش می آید و او را مبلعد. زمانی که از خواب بیدار میشود، یک ماسک پیدا میکند که به او اجازه میدهد تا وارد فضا هایی شود که پر از دود قرمز است و به خواب نرود. بعد از آنکه ژنراتور آنجا را فعال و از آن بیرون می آید، پاپی و کیسی به او توضیح میدهند که قصد کشتنش را ندارند و فقط میخواهد تا او نمونۀ اولیه را نابود کند. سپس اُلی دوباره زنگ میزند و به او میگوید که به سمت مدرسه برود.
پس از آنکه وارد مدرسه میشود و ژنراتور آنجا را فعال میکند، با خانم دیلایت مواجه میشود که میخواهد او را بکشد؛ پس از یک تعقیب و گریز طولانی، شخصیت اصلی موفق میشود که خانم دیلایت را بکشد و دست نارنجی برای "GrabPack" که به او امکان آتش اندازی را می دهد  را پیدا میکند. او ناچار وارد زمین بازی میشود.
زمانی که او وارد آنجا میشود مجبور میشود با موجودات خندان کوچک مبارزه کند. پس از فعال کردن یک تله کابین او با داگ دی (یکی دیگر از اعضای موجودات خندان )ملاقات میکند؛ او به شخصیت اصلی میگوید که کت نپ می خواهد او را بکشد و نمونۀ اولیه را میپرستد، سپس داگ دی توسط موجودات خندان کوچک کشته و تسخیر میشود تا شخصیت اصلی را بکشد ولی او موفق به فرار میشود.
اُلی آخرین مقصد شخصیت اصلی را بهش میگوید، دفتر مشاوران. پس از کمی گردش در دفتر مشاوران و ورود دوباره (اما با ماسک) به جاهایی پر از دود قرمز، کت نپ ماسک را پاره میکند و شخصیت اصلی را به کابوسی میبرد که در آن پاپی با شخصیت اصلی صحبت میکند و میگوید که او هیچی را نمیداند. زمانی که دوباره از خواب بیدار میشود، کت نپ به او زنگ میزند و تهدید میکند که در صورت ماندن در "Playcare" او را خواهد کشت، سپس اُلی با او تماس میگیرد و از او میخواهد که برق های باقی مانده را وصل کند به زیر مجسمه وصل کند. بعد از اینکار اُلی برایش باتری آبی را میفرستد تا با آن یکی از در اتاق ها را باز کند، ولی کت نپ از آن در به بیرون می آید و دود قرمز خود را روی شخصیت اصلی خالی میکند ولی اینبار او به خواب نمیرود و فقط توهم میزند و از آسانسور بالا میرود، بعد از آن با کت نپ مبارزه میکند و زمانی که برق یکی قسمت های برق فعال شد، شخصیت اصلی با دست سبز خود آن را میگیرد و به کت نپ آن را میزند و او پس از کمی سوختن توسط نمونۀ اولیه کشته میشود و جنازۀ او برده میشود. سپس شخصیت اصلی دستگاه تولید گاز را روشن و باتری آبی را سر جای خود میگذارد. در نهایت پاپی برای او نوار وی اچ اسی به نام "ساعت شادی" را پخش میکند که به شخصیت اصلی نشان میدهد که عروسک هایی از جمله: هاگی واگی، مامان لنگ دراز، کت نپ، خانم دیلایت، باکسی بو و کیسی میسی که توسط نمونۀ اولیه کنترل شدند، به کارمندان حمله کردند و آنها را کشتند. سپس پاپی و شخصیت اصلی با آسانسور به لانۀ نمونۀ اولیه میروند و پاپی به کیسی قول میدهد که پس از رسیدن به پایین، آسانسور را برایش به بالا بکشند، با این حال صدای فریاد کیسی را میشنویم و پاپی ناامیدانه سعی میکند که آسانسور را به بالا براند و سرنوشت کیسی میسی نامعلوم باقی میماند.
پیش‌نمایش خلاصۀ ویرایش:
(اپدیتی از بازی جدید و داستان کامل ان)
⋮

فصل چهارم:Safe heaven
بازی پس از اتفاقات نسخه سوم اغاز میشود جای که پاپی با نگرانی اسم کیسی را فریاد میزند.سپس به شخصیت اصلی میگوید که این پایین چیزی نیست که تا حالا مثل ان را دیده باشد و آنجا را یک جهنم واقعی توصیف میکند و ادامه میدهد علیرغم تمامی مشکلات  در آنجا دوستانی دارند که میتوانند از آنها کمک بگیرند بعد از رفتن پاپی الی زنگ میزند و میگوید حرفای پاپی در مورد آنجا درست است با این تفاوت که آنجا از همیشه بدتر شده
سپس شخصیت اول بازی به سمت زندان میرود و با حل چند پازل و فعال کردن یک مدار برق وارد کابین قطار میشود اما در آنجا با شخصیت Doctor اشنا میشود دکتر به او میگوید اشتباه بزرگی کرده که به آنجا رفته و اگر بر نگردد اوهم مانند تمام انسان های که تا به حال انجا بودند خواهد مرد سپس شخصیت اصلی داستان بیهوش میشود بعد از بیداری او از طریق اولی متوجه میشود برای پیشروی برای هدف خود باید خود را به منطقه safe heaven برساند.
بعد از تکیمل معمای در های زندان باز با دکتر دیدار میکند اما اینبار دکتر میگوید تا حالا هیچ انسانی مثل او ندیده است و اورا تحسین میکند سپس به او میگوید میخواهد حیوان دست اموز خود را نشانش دهد که ناگهان هیولایی از در رو به رو پدیدار میشود ولی وجود حفاظ شیشه ای سبب میشود صدمه ای به شخصیت اصلی بازی زده نشود در ادامه راه و برای رسیدن به safe heaven دستی مرموز شخصیت اصلی را راهنمایی میکند و اورا در فرار از حیوان دست اموز دکتر یاری میدهد . در طی مسیر پس از سقوط شخصیت اصلی موجودی ناشناخته جان اورا نجات میدهد و سپس خود را نشان میدهد او همان دست مرموز است میگوید اسمش دویی است و او را به safe heaven خواهد برد پس از همراهی با دویی دویی فاش میکند که او و دوستانش در انجا بدلیل شخصیت پرتوتایپ و دکتر غذایی برای خوردن ندارند و هرروز گشنه تر مریض تر و نا امید تر میشوند بعد از پیدا شدن سر و کله پاپی و کیسی در safe heaven دویی با تعجب میگوید چیشد که برگشتی و پاپی از نقشه اش برای نابودی پرتوتایپ میگوید که دویی مخالفت میکند و راه دیگری پیشنهاد میدهد ولی پاپی نقشه خود را پیش میگیرد برای همین نیازمند یک دستکش جدید برای کوله پشتی شخصیت اصلی هستند برای همین شخصیت اصلی زیر زمین زندان ر برای یافتن دستکش طی میکند  اما حیوان دست اموز دکتر به سراغ شخصیت اصلی میاد و در تعقیب و گریزی کشته میشود سپس شخصیت اصلی به مغز ها و مادر برد های دکتر میرسد و پس از نابود کردن تمامی آنها و جدال با ربات های تحت کنترل دکتر دکتر را میکشد بعد از گشت و گذاری طولانی و حل چندین پازل دستکش main را پیدا کرده و به safe heaven بازگشته و اولی و پاوی نقشه شان را برای او بازگو میکنند انها میخواهند با استفاده از دود قرمز و کاشت مواد منفجره در زیر کارخانه پلی تایم ان را نابود کنند ولی دویی با این نقشه بشدت مخالف است و با ناراحتی از آنجا میرود
برای به راه انداختن ژنراتور نابودی به دستکش نیاز بود پس از انجام تمام این کارها و راهنمایی اولی برای به راه نداختن ژنراتور بدون اطلاع شخصیت اصلی انفجار های صورت میگیرد با بازگشت به safe heaven انجا را ویران شده و موجودات آنجا را کشته میابد دویی ناراحت و عصبی بعد از دیدن شخصیت اصلی پاپی و او را مقصر میداند و با فرو ریختن سنگ روی دویی او فرم جدیدی پیدا میکند و به شخصیت اصلی حمله میکند اما شخصیت اصلی با استفاده از دستگاه های منجمد سازی  و اره های بزرگ او را تضعیف میکند و سپس با دستگاه پرس و منجمد کردن بدنش او را میکشد و در نهایت جیغ های تاسف بار دویی را میشنوید که عذر خواهی میکند
بعد از این ماجرا شخصیت اصلی پاپی و کیسی را که پنهان شده بودند را پیدا میکند اما پاپی اعصبانی میگوید این نقشه جواب نداد تو چکار کردی؟ چرا دویی را کشتی؟ ناگهان اولی زنگ میزند و را از پناهگاه  او مطلع  میسازد پاپی که نگران است از او علت کارش را جویا میشود و ناگهان اولی با صدای تعقیر یافته به او میگوید به سراغت میایم پاپی که ترسیده میگوید تو که هستی و پرتوتایپ فاش میکند تمام این مدت او اولی را کشته بود و خود را در نقش اولی جا زده بود و از تمامی کار های انها خبر داشت و انفجار فکر خودش بود پاپی که ترسیده فرار میکند و زمین زیر پای کیسی و شخصیت اصلی خراب میشود دست کیسی قطع و شخصیت اصلی سقوط میکند بعد از بهوش امدن شخصیت اصلی به راه خود ادامه میدهد و به اتاقی مرموز میرسد که در انجا نوار کاستی است که با گوش دادن به نوار کاست می فهمدهرکسی نمیتواند آنجا باشد و با دود قرمز احاطه میشود و از پشت شیشه در موجودی را میبیند اما نمیتواند تشخیص دهد موجودی که نزدیک میشود کیسی است یا هاگی واگی و سپس بیهوش میشود.
== توسعه و انتشار
ایده پاپی پلی‌تایم در ابتدا توسط کارگردان بازی آیزاک کریستوفرسون مطرح شد و اظهار داشت که مردم اکثر بازی‌های ترسناک مستقل را «شبیه‌سازهای راه رفتن» می‌نامیدند و به ماب گیمز این ایده را می‌داد که چیزی با گیم‌پلی بسازد که به هیچ وجه احساس اجرا در کارخانه داده نشود. درحالی که همچنان هیجان انگیز، وحشتناک و منحصر به فرد باقی می‌ماند. یک تریلر برای فصل اول بازی در سپتامبر ۲۰۲۱ آپلود شد. سپس این فصل در ۲۰ مهر ۱۴۰۰ در استیم برای مایکروسافت ویندوز و بعداً در ۲۰ اسفند ۱۴۰۰ برای اندروید و آی‌اواس منتشر شد. پس از انتشار فصل اول، کالاهای رسمی بازی، از جمله تی شرت، پوستر و اسباب بازی‌های مخمل دار، و همچنین کلکسیون‌های رسمی تولید شده توسط یوتوز شروع به انتشار کردند.
تمام فصل‌های بعد از فصل اول به عنوان محتوای قابل دانلود منتشر می‌شوند. یک تریلر برای فصل ۲، به نام پشه ای در تار، در ۳ اسفند ۱۴۰۰ منتشر شد، با چندین تیزر بعداً در توییتر منتشر شد، از جمله یک تریلر در تاریخ ۲۰ فروردین. در آماده سازی انتشار فصل دوم، فصل اول رایگان شد. فصل دوم سپس در ۱۵ اردیبهشت ۱۴۰۱ برای مایکروسافت ویندوز و در ۲۴ مرداد ۱۴۰۱ برای اندروید و آی‌اواس منتشر شد و تخمین زده می‌شود که طول آن سه برابر فصل اول باشد. تریلر فصل ۳ در ۱۵ مرداد منتشر شد و انتظار می‌رود این فصل در سال ۲۰۲۳ منتشر شود.

## پذیرایی
پاپی پلی‌تایم پس از انتشار اولیه با استقبال خوبی مواجه شد، و برای فضاسازی، داستان و طراحی شخصیت مورد تحسین قرار گرفت، و همچنین با فرنچایز پنج شب با فردی مقایسه شد، آستین گایگر از اسکرین رنت پاپی پلی‌تایم را «درگیرکننده‌تر» از نقض امنیتی خواند. با این حال، فصل اول به دلیل طول کوتاه بودن آن مورد انتقاد قرار گرفته است و ادعا می‌شود که تقریباً ۳۰ تا ۴۵ دقیقه طول دارد. این بازی همچنین به سرعت در پلتفرم‌هایی مانند یوتیوب و توییچ قرار گرفت، با ویدئوهایی که به میلیون‌ها بازدید رسید، و همچنین بازی‌های مبتنی بر پاپی پلی‌تایم که در روبلاکس منتشر شدند.
فصل ۲ نقدهای متفاوتی را در استیم دریافت کرد، به دلیل صداگذاری و پایان آن مورد تحسین قرار گرفت، اما همچنین به دلیل تعداد باگ‌ها و مشکلات عملکرد، از جمله مشکلات صوتی، خرابی، تاخیر و به اصطلاح "شکلی باری" مورد انتقاد قرار گرفت. . ماب گیمز با عذرخواهی پاسخ داد و شروع به انتشار آپدیت‌ها برای رفع اشکالات کرد.

### جنجال
در دسامبر ۲۰۲۱ در توییتر، توسعه‌دهندگان رمز غیرمثلی پوسترهای درون بازی را اعلام کردند که به سرعت با واکنش‌ها و بررسی‌های منفی جامعه مواجه شد و همچنین برخی از کاربران درخواست بازپرداخت کردند، با این استدلال که توسعه‌دهندگان اطلاعاتی درباره بازی را پشت دیوار پرداخت می‌گذارند. در پاسخ، توسعه دهندگان اعلامیه را حذف کردند، اما به دلیل قراردادی که امضا کرده بودند، نتوانستند ان‌اف‌تی‌ها را نیز حذف کنند و اظهار داشتند که باید منتظر انقضای آن باشند. در ۱۳ اردیبهشت ۱۴۰۱، زک بلنگر، مدیرعامل اجرایی ماب گیمز بیانیه‌ای در توییتر منتشر کرد که در آن تأیید می‌کند که تمام سودهای به‌دست‌آمده از ان‌اف‌تی‌ها به سازمان نیروی وظیفه هوای پاک تعلق خواهد گرفت.
در حوالی انتشار پاپی پلی‌تایم، توسعه دهنده اکرکوستر ادعا کرد که ماب گیمز بازی او یعنی ونج را سرقت علمی کرده است. در بیانیه فوق الذکر، بلنجر این اتهامات را رد کرد و اظهار داشت که این ادعاها حول محور "درامای گذشته" از سال ۲۰۱۷ است.
پلیس دورست و اداره کلانتر شهرستان لافایت هر دو بیانیه‌ای را به والدین درباره شخصیت هاگی واگی در تاریخ ۲ فروردین، و ۱۸ فروردین ۱۴۰۱ منتشر کردند و ادعا کردند که به دلیل نام شخصیت، ویدیوهای مختلف توسط "دیوار آتش" مسدود نشده است. و فیلتر شده توسط فیلترهای والدین در سیستم عامل‌های مختلف، از جمله تیک‌تاک و یوتیوب کودکان. اولی همچنین ادعا کرد که مدارس مختلف در انگلستان گزارش کردند که کودکان بازی‌هایی را بازسازی می‌کنند که در آن یک کودک کودک دیگر را در آغوش می‌گیرد و سپس چیزهای شوم را در گوش گیرنده زمزمه می‌کند. گزارش شده بود که کودکی سعی کرده بود از پنجره به بیرون بپرد تا شخصیت را تقلید کند، و منطقه مدرسه لوکزامبورگ-کاسکو به دلیل ترس از این شخصیت "شکایت‌هایی از دانش آموزانی که می‌گویند نمی‌توانند بخوابند" دریافت کرده است. وب‌سایت راستی‌آزمایی اسنوپس تأیید کرد که درحالی که گزارش‌هایی از والدین در بریتانیا وجود داشت، پلیس به اشتباه ادعا کرده بود که این شخصیت آهنگ می‌خواند، علی‌رغم اینکه آهنگ‌ها توسط طرفداران ساخته شده‌اند و در بازی ظاهر نمی‌شوند. اسنوپس همچنین گفته بود که ویدئوهای نامناسبی که این شخصیت را شامل می‌شود، برای کاربران جوان‌تر در تیک تاک و یوتیوب کودکان در دسترس نیست و سخنگویان هر پلتفرم این موضوع را تایید می‌کنند.

## اقتباس فیلم
در آوریل ۲۰۲۲، با توجه به ددلاین هالیوود، ماب گیمز با استودیو۷۱ برای تولید یک اقتباس سینمایی از این بازی ویدئویی شریک شد و زک بلنگر گفت که "سواری عالی خواهد بود". مایکل شرایبر، رئیس محتوای فیلم‌نامه‌شده استودیو۷۱ اظهار داشت که خط داستانی فیلم "به عنوان حماسه وحشتناک و گیرا خود [به تنهایی] خواهد ماند." ماب گیمز و استودیو۷۱ نیز در حال مذاکره برای آوردن روی لی به پروژه هستند.